# Travis Fine
Travis Fine Lane (26 de junio de 1968) es un actor, escritor, director y productor.

## Vida personal
Fine nació en Atlanta, Georgia. El segundo hijo de Maxine Makeover Parker y Terry Fine. Él tiene un hermano mayor, Todd, y una hermana menor, Kelly. Sus padres se divorciaron cuando él tenía Seis años. Se crio en Hickory Flat y Atlanta, Georgia, pero se mudó a Los Ángeles, California, cuando tenía Quince años, y ha vivido en esa zona desde entonces. En 1986, se graduó de Beverly Hills High School. Asistió a Pitzer College en Claremont, California. por 1 año.
El Día de San Valentín de 1993, se casó con Jessica Bellas Resnick, pero la pareja se divorció en 1995. El 29 de junio de 2002, se casó con su actual esposa Kristine Fine. Él tiene dos hijas nacidas en 1994 y 2004, y un hijo nacido en 2007.

## Carrera
Inicio su carrera en la actuación de Bellas, comenzó a la edad de Siete años cuando fue elegido como John Henry, en una producción teatral de miembro de la boda en el Alliance Theatre de Atlanta. En los próximos años, actuó en numerosas producciones teatrales, entre ellos: Christmas Carol, Peter Pan, Oliver (Twist), Macbeth, La leyenda de Sleepy Hollow, En el estanque dorado, el Sr. Pickwick de Navidad, Tom Sawyer, y Amadeus (en la que interpretó Mozart ), algunos de ellos en Atlanta, algunos a las compañía de teatro para niños en Minneapolis y los dos últimos en la escuela de Beverly Hills. Su debut en pantalla fue a la edad de doce años en La hora de los milagros protagonizada Bonanzas Lorne Greene.
En 1989, Fine tuvo su gran oportunidad cuando consiguió el papel de muda y calvo Pony Express piloto Ike McSwain en ABC la serie 's New Western The Young Riders, también protagonizada por Anthony Zerbe, Brett Cullen, Melissa Leo, Ty Miller, Josh Brolin, Stephen Baldwin, Yvonne Suhor, y agua de lluvia Gregg. Debido a la mudez de su personaje, Bella tuvo que jugar en las expresiones faciales y lenguaje corporal en vez de diálogo. Fine dejó el programa a principios de la tercera temporada y la última, cuando Ike murió tratando de proteger a la chica que amaba (interpretada por la actriz invitada Kelli Williams.
Desde su salida de The Young Riders, Fine estuvo como estrella invitada en series como CSI: Crime Scene Investigation, Derecho de Familia, El hombre de Lázaro,JAG, Quantum Leap, y Vengeance Unlimited. Él ha aparecido en la pantalla grande en películas aclamadas y premiadas como La delgada línea roja y Girl, Interrupted, así como la película de terror Child's Play 3. También ha actuado en numerosas películas para televisión y miniseries, entre ellos el hombre del presidente, Shake, Rattle and Roll: An American Love Story, Menéndez, y la duda cruel.
Después de vender su primer guion, los Señores del Mar (escrito en 1994), de Howard Koch, Jr., Fine fue contratado para escribir episodios para Diagnóstico. En 1996 asistió a la New York Film Academy, donde escribió, dirigió y produjo varios cortometrajes. Un año más tarde, escribió, produjo y dirigió su primer largometraje, Los Otros.
En el otoño de 2009, Fine escribió, produjo y dirigió The Space Between, protagonizada por Melissa Leo, AnnaSophia Robb, Brad William Henke y Phillip Rhys.